# Plectoptera dominicae
Plectoptera dominicae är en kackerlacksart som beskrevs av Rehn, J. A. G. och Morgan Hebard 1927. Plectoptera dominicae ingår i släktet Plectoptera och familjen småkackerlackor.
Artens utbredningsområde är Dominica. Inga underarter finns listade i Catalogue of Life.